# دان روپر
دن روپر (انگلیسی: Don Roper; ۱۴ دسامبر ۱۹۲۲ – ۸ ژوئن ۲۰۰۱) یک بازیکن فوتبال، و بازیکن کریکت اهل بریتانیا بود.